# Tobias inermis
Tobias inermis là một loài nhện trong họ Thomisidae.
Loài này thuộc chi Tobias. Tobias inermis được Cândido Firmino de Mello-Leitão miêu tả năm 1929.